# Пјан Росо-Коста (Савона)
Пјан Росо-Коста је насеље у Италији у округу Савона, региону Лигурија.
Према процени из 2011. у насељу је живело 706 становника. Насеље се налази на надморској висини од 42 м.